# رايموند مارتن (راكب الكنو)
رايموند مارتن (بالإنجليزية: Raymond Martin)‏ هو راكب الكنو أسترالي، ولد في 7 فبراير 1959.

## وصلات خارجية
- رايموند مارتن على موقع أوليمبيديا (الإنجليزية)
- رايموند مارتن على موقع اللجنة الأولمبية الأسترالية (الإنجليزية)